# Ostpreußenbahn
| Feldbahnzug mit einer Deutz-Motorlok auf einer Brücke Betriebsamt III der Feldbahn-Betriebs-Abteilung (Einheit Willenbrock) |                     |                                                  |                                                  |
| Feldbahnnetz (rot) in den Wolchow-Sümpfen im Bereich der 18. Armee, Herbst 1942 oder Frühjahr 1943 bis Januar 1944 |                     |                                                  |                                                  |
| Streckenlänge: | 25,4 km             |                                                  |                                                  |
| Spurweite: | 600 mm (Schmalspur) |                                                  |                                                  |
| |                     |                                                  |                                                  |
| \| \| 0 \| Mal-Opotschiwalowo (Hbf Elch), Мало-Опочивалово \| Mal-Opotschiwalowo (Hbf Elch), Мало-Опочивалово \| \| \| \| Umschlagstelle Gluchizo \| \| \| \| \| Bhf Gluchizo-Brücke \| \| \| \| \| Umschlagstelle Göritz \| \| \| \| 9,0 \| Sumpf-Bf \| Sumpf-Bf \| \| \| 9,6 \| zur Umschlagstelle Kurfürstendamm \| zur Umschlagstelle Kurfürstendamm \| \| \| +9,5 \| Alte Wirtschaftsbahn \| Alte Wirtschaftsbahn \| \| \| 13,0 \| Bf Süd \| Bf Süd \| \| \| +21,7 \| von Gluchaja Keresti, Глухая Кересть \| von Gluchaja Keresti, Глухая Кересть \| \| \| 25,4 \| „Stern“[1][2] \| „Stern“[1][2] \| \| \| +17,2 \| nach Podberesje, Подберезье (Новгородский район) \| nach Podberesje, Подберезье (Новгородский район) \| |                     |                                                  |                                                  |
| Kopfbahnhof Streckenanfang (Strecke außer Betrieb) | 0                   | Mal-Opotschiwalowo (Hbf Elch), Мало-Опочивалово  | Mal-Opotschiwalowo (Hbf Elch), Мало-Опочивалово  |
| Haltepunkt / Haltestelle (Strecke außer Betrieb) |                     | Umschlagstelle Gluchizo                          | Umschlagstelle Gluchizo                          |
| Bahnhof (Strecke außer Betrieb) |                     | Bhf Gluchizo-Brücke                              | Bhf Gluchizo-Brücke                              |
| Haltepunkt / Haltestelle (Strecke außer Betrieb) |                     | Umschlagstelle Göritz                            | Umschlagstelle Göritz                            |
| Bahnhof (Strecke außer Betrieb) | 9,0                 | Sumpf-Bf                                         | Sumpf-Bf                                         |
| Abzweig geradeaus und nach links (Strecke außer Betrieb) | 9,6                 | zur Umschlagstelle Kurfürstendamm                | zur Umschlagstelle Kurfürstendamm                |
| Abzweig geradeaus und von links (Strecke außer Betrieb) | +9,5                | Alte Wirtschaftsbahn                             | Alte Wirtschaftsbahn                             |
| Bahnhof (Strecke außer Betrieb) | 13,0                | Bf Süd                                           | Bf Süd                                           |
| Abzweig geradeaus und von rechts (Strecke außer Betrieb) | +21,7               | von Gluchaja Keresti, Глухая Кересть             | von Gluchaja Keresti, Глухая Кересть             |
| Bahnhof (Strecke außer Betrieb) | 25,4                | „Stern“                                          | „Stern“                                          |
| Strecke nach links (außer Betrieb) | +17,2               | nach Podberesje, Подберезье (Новгородский район) | nach Podberesje, Подберезье (Новгородский район) |

Die Ostpreußenbahn war eine während des Zweiten Weltkriegs vom Betriebsamt III der Feldbahn-Betriebs-Abteilung (Einheit Willenbrock) der deutschen Wehrmacht betriebene militärische Feldbahn bei Mal-Opotschiwalowo (Мало-Опочивалово) südlich von Tschudowo in Russland.

## Geschichte
Die 21. Infanterie-Division der deutschen Wehrmacht war von Juni 1941 bis Januar 1944 am Fluss Wolchow stationiert. Auf Anforderung der 18. Armee wurde ein insgesamt etwa 112 km langes Heeresfeldbahnnetz zur Versorgung der Frontabschnitte in den Wald- und Sumpfgebieten am Wolchow gebaut, das von Anfang an ausschließlich mit Motorlokomotiven betrieben wurde.

## Streckenverlauf
Die 25,4 km lange Feldbahn führte von der Betriebswerkstatt Mal-Opotschiwalowa beim Feldlazarett (motorisiert) 121 zum Bahnhof „Stern“ an der 600-mm-Feldbahnstrecke Gluchaja–Podberesje. Sie verlief fast parallel zur Vollbahnstrecke von Nowgorod nach Tschudowo-Moskowskoje an der Bahnstrecke Sankt Petersburg–Moskau.

## Bau und Betrieb
Die Ostpreußenbahn wurde Ende August 1942 von den Eisenbahn-Bau-Kompanien 106 und 125, den 1. und 4. Eisenbahn-Pionier-Regimentern 4, einem Kommando der Eisenbahn-Pionier-Kompanie 72, einigen Armee-Einheiten, einer Strafgefangenenabteilung und Kriegsgefangenen gebaut und sollte am 15. Oktober 1942 in Betrieb genommen werden. Der Betrieb stand unter dem Kommando von Hauptmann der Reserve zur Verfügung Hermann Willenbrock.
Der nördliche Abschnitt von Streckenkilometer 0 bis 12,1 wurde als Umgehungsbahn bezeichnet, da er westlich von einer alten Wirtschaftsbahn verlegt wurde, während der südliche von der Abzweigung bis zum Feldbahn-Bahnhof „Stern“ auf der Trasse dieser Wirtschaftsbahn neu verlegt wurde.
Folgende fünf Hauptstrecken waren vom Herbst 1942 oder Frühjahr 1943 bis etwa Januar 1944 in dieser Gegend in Betrieb:
- Mal-Opotschiwalowo–„Stern“: 24,4 km
- Gluchaja Keresti–„Stern“: 21,7 km
- Podberesje–„Stern“: 17,2 km
- Cholopja Polist–Saoskolje: 8,0 km
- Pomeranje–Lipowik–Posadnikowo: 37,5 km

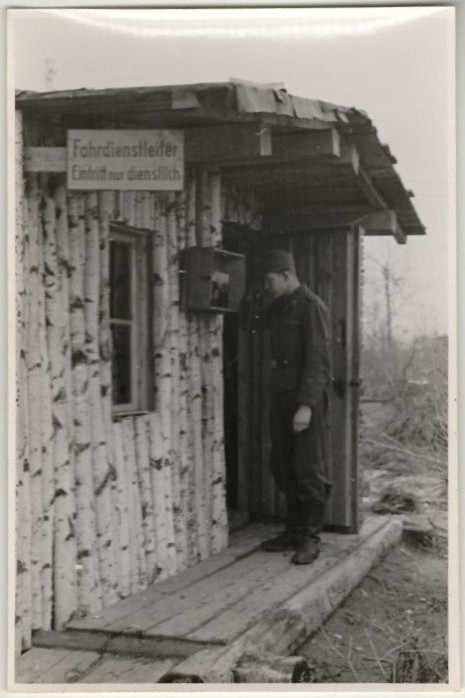
Fahrdienstleiter, Eintritt nur dienstlich
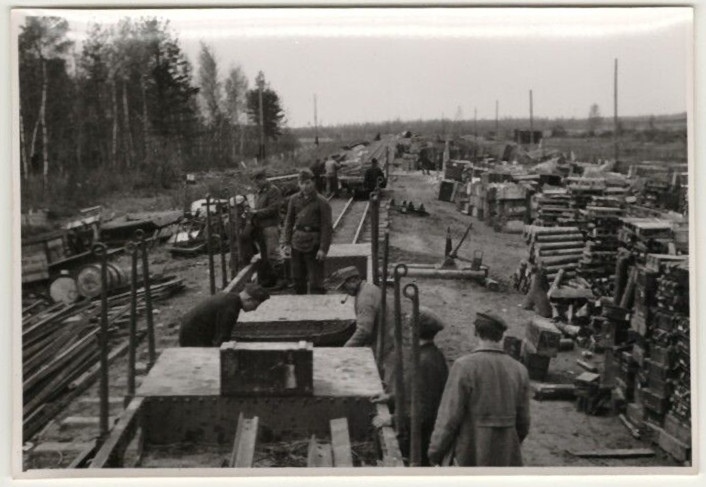
Péchot-Drehgestellwagen im Material-Depot
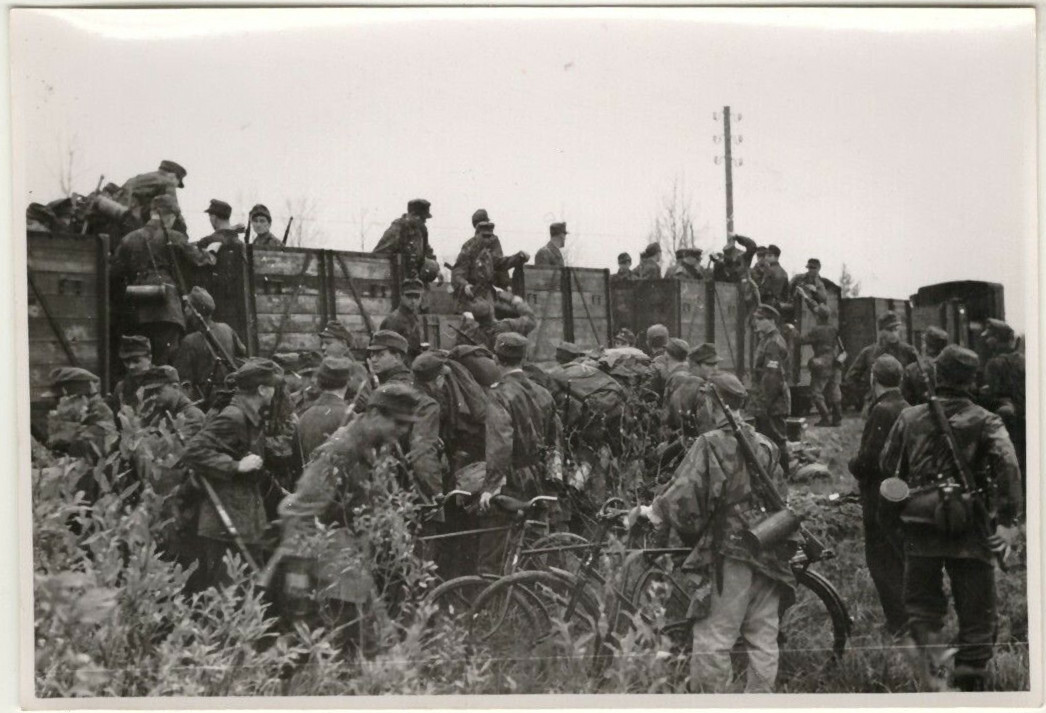
Truppentransport im Feldbahn-Bahnhof
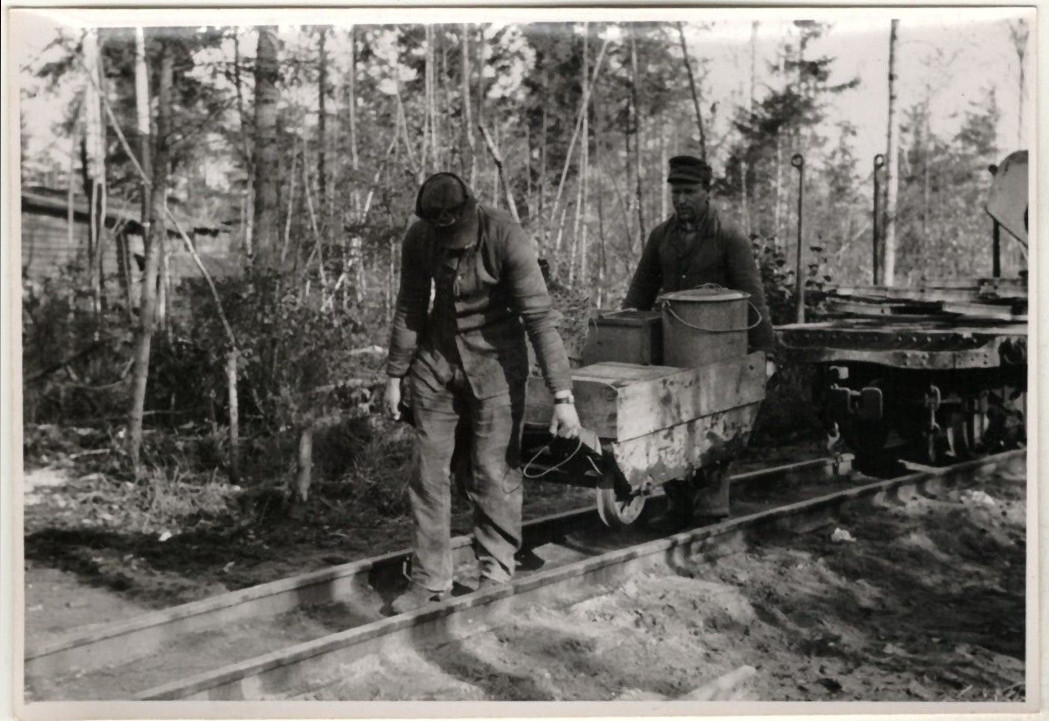
Essensversorgung im Handbetrieb
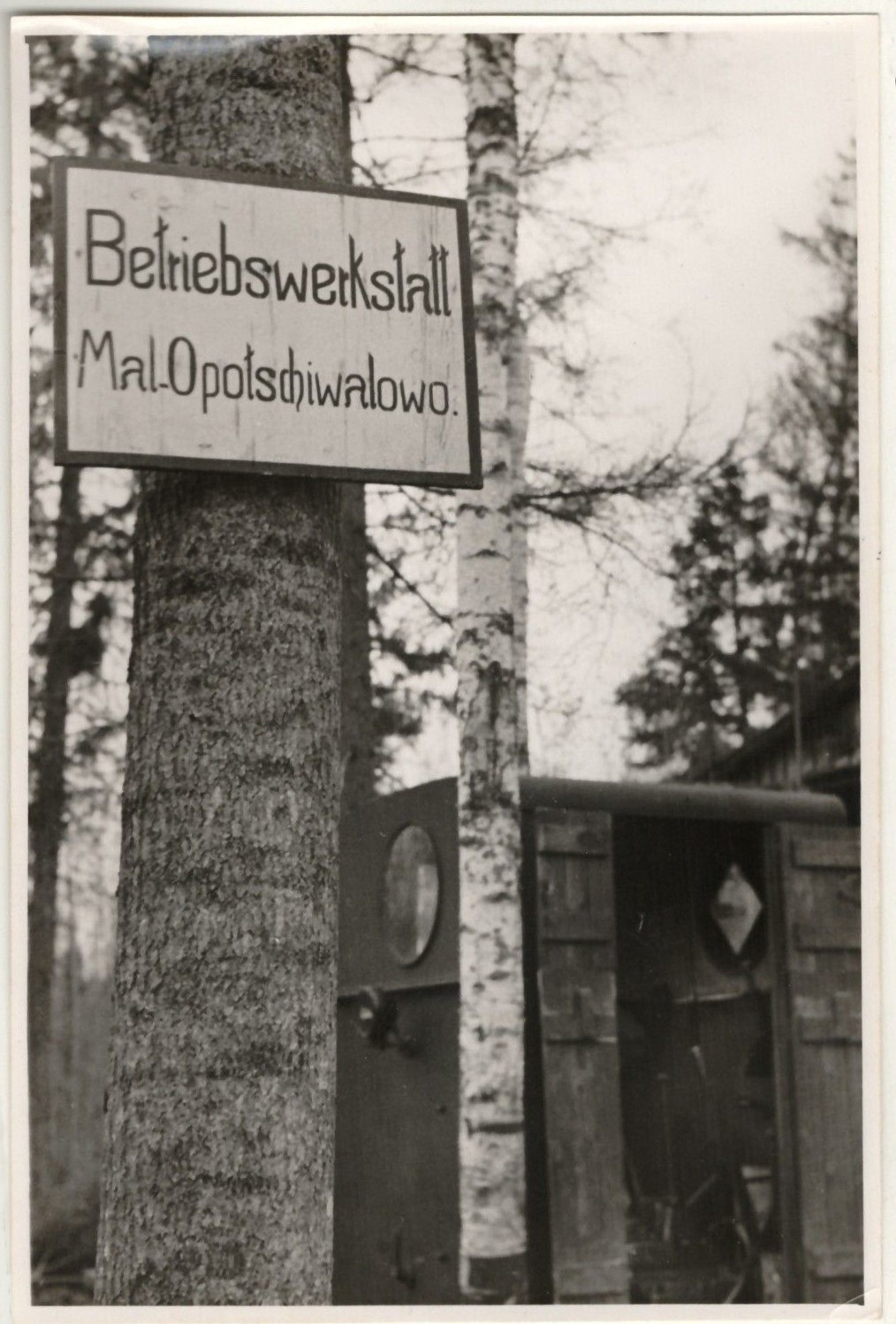
Betriebswerkstatt Mal-Opotschiwalowo